# Hawanatu Bangura
Hawanatu Bangura (sinh ngày 2 tháng 1 năm 1988) là một nữ vận động viên chạy nước rút đến từ Sierra Leone. Cô cao 4'8 và nặng 115 lbs. Bangura đại diện cho đất nước của mình tại Thế vận hội Mùa hè 2004 trong cuộc đua 100m ở Athens, Hy Lạp. Tại Athens, cô đã hoàn thành thứ 7 trong sức nóng cá nhân của mình với thời gian 12.11,.97 của trong lượt thứ hai mà Vida Anim của Ghana giành chiến thắng.